# Bernhard van den Sigtenhorst Meyer
Bernhard van den Sigtenhorst Meyer (Amsterdam, 17 juni 1888 - Den Haag, 17 juli 1953) was een Nederlands componist en groot kenner van de werken van Jan Pieterszoon Sweelinck.

## Leven
Van den Sigtenhorst Meyer was zoon van handelaar in boter en kaas Hendrik Diderik Bernhard Meijer (een bekende in de schaakwereld) en Anna Gerarda van den Sigtenhorst. Van den Sigtenhorst Meyer studeerde na zijn gymnasiumtijd in Amsterdam van 1910 tot 1912 muziektheorie bij Daniël de Lange, piano bij Jean-Baptiste de Pauw en compositie bij Bernard Zweers.
Als componist ontwikkelde hij zich in een richting, die het midden houdt tussen laatromantiek, impressionisme, exotiek en moderniteit. Zijn inspiraties waren vaak Oosterse beelden (vooral na zijn reizen naar o.a. Java), en Westerse religiositeit.
Veel van de werken uit zijn conservatoriumtijd vernietigde hij zelf. In 1916 trof hij dichter/zanger Rient van Santen, geboren op 2 april 1882 in Den Haag en overleden op 29 mei 1943 in Velp (Rheden), met wie hij bevriend raakte. Tussen 1916 en 1927 verzorgden ze samen concerten, en in 1919 betrokken ze samen een woning in Den Haag, die tot ontmoetingsplek werd voor collegae en vrienden. Rient van Santens invloed op Sightenhorst Meyer was groot. Hij inspireerde hem tot diverse composities. De periode tot 1923 kenmerkte zich door korte werken met interesse in oosterse filosofie.
In 1923 reisden Van Santen en Van den Sigtenhorst Meyer samen in Nederlands-Indië, hetgeen een toename gaf van oriëntaalse invloeden in zijn werken. Ook maakte hij een studie van de Renaissancemuziek en barok-polyfonie, hetgeen doorklinkt in zijn vaak imitatorische doorgecomponeerde structuren.
In 1935 was hij mede-oprichter van de Vereniging voor Protestantse Kerkmuziek. Zijn vriend Van Santen overleed in 1943. Later kreeg hij een relatie met Jan Ophof.
Na de Tweede Wereldoorlog werd hij actief lid van de Nederlandse Federatie van Beroepsverenigingen van Kunstenaars en van de Nederlandse Toonkunstenaarsraad.
Hij werkte lange tijd als privédocent piano, wars van een conservatoriumbaan, maar toch besloot hij een tijd lang piano en compositiedocent aan het Koninklijk Conservatorium in Den Haag te zijn.
Bij zijn overlijden traden mr. A.H. van Gelder en Hans Schouwman op als executeurs-testamentair. Zijn huisgenoot en beste vriend was destijds Jan Ophof.

## Werken
Een bloemlezing van zijn composities:
Pianowerken, waaronder:
- Opus 1: Van de bloemen
- Opus 3:

1. Oude China
2. Van de Vogels

- Opus 9: Zes gezichten op Fuji
- Opus 11: De Maas
- Opus 12: St. Quentin
- Opus 14: Oude Kastelen
- Opus 16: Prelude
- Opus 17: Acht Preludes
- Opus 18: Sonate
- Opus 19: Capri
- Opus 20: Variaties
- Opus 23: Tweede Sonate
- Opus 27: Sprookjeswereld (Eerste Bundel)
- Opus 29: Sprookjeswereld (Tweede Bundel)
- Opus 30: Sonatine 1
- Opus 32: Sonatine 2
- Opus 42: Twee Capriccio's

Overige werken, waaronder:
- Strijkkwartetten
- Werken voor viool-, fluit-, cello-, en hobosolo (vb. twee series van "Drie landelijke miniaturen"[8])
- Werken voor viool en piano
- Orgelwerken (vb. "Passacaglia en Fuga")
- Koorwerken (waaronder het oratorium "Boeddha's verzoeking" en een "Stabat Mater")
- Geestelijke liederen voor vrouwenkoor (vb. "Jesus en de ziel", in 2 delen op teksten van Jan Luyken)
- Psalmen.

## Sweelinckstudies
Zijn diepgaande studie van Sweelinck resulteerde in twee monografieën:
- Sweelinck en zijn instrumentale muziek - (1934, 2e druk in 1946)
- De vocale muziek van Sweelinck - (1948)[9]